# گرونهایده (مارک)
گرونهایده (به آلمانی: Grünheide) یک شهر در آلمان است که در اودر-اشپری واقع شده‌است. گرونهایده ۷٬۷۹۹ نفر جمعیت دارد.